# Web Science Conference
Die Web Science Conference (ACM WebSci) ist eine seit 2009 jährlich stattfindende Konferenz, zum Thema Webwissenschaft. Es werden nicht nur Informatiker, sondern ebenso Wissenschaftler aus angrenzenden Bereichen eingeladen.

## Abgehaltene Konferenzen
| Konferenz        | Datum                  | Ort                          | Keynotes von                                                                                        |  |
| ---------------- | ---------------------- | ---------------------------- | --------------------------------------------------------------------------------------------------- |  |
| Web Science 2016 | 22.–25. Mai, 2016      | Hannover, Deutschland        | Daniel Miller, Andrew Tomkins, Daniel Olmedilla, Ricardo Baeza-Yates, Jure Leskovec, Helen Margetts |  |
| Web Science 2015 | 28. Juni–1. Juli, 2015 | Oxford, UK                   | Markus Strohmaier, Mia Consalvo, Rachel Gibson                                                      |  |
| Web Science 2014 | 23.–25. Juni, 2014     | Bloomington, Indiana, USA    | Wendy Hall, J.P. Rangaswami, Laura DeNardis, Daniel Tunkelang                                       |  |
| Web Science 2013 | 2.–4. Mai, 2013        | Paris, Frankreich            | Vint Cerf, Cory Doctorow                                                                            |  |
| Web Science 2012 | 22.–24. Juni, 2012     | Evanston, Illinois, USA      | Luis von Ahn, Sinan Aral, Danah Boyd, Jon Kleinberg, Sonia Livingstone, Siva Vaidyanathan           |  |
| Web Science 2011 | 14.–17. Juni, 2011     | Koblenz, Deutschland         | Barry Wellman, Jaime Teevan                                                                         |  |
| Web Science 2010 | 26.–27. April, 2010    | Raleigh, North Carolina, USA | Sir Tim Berners-Lee, Jennifer Chayes, Melissa R. Gilbert                                            |  |
| Web Science 2009 | 18.–20. März, 2009     | Athen, Griechenland          | Noshir Contractor, Nigel Shadbolt, Jacques Bus, Sir Tim Berners-Lee                                 |  |